# Hamacreadium bolivari
Hamacreadium bolivari är en plattmaskart. Hamacreadium bolivari ingår i släktet Hamacreadium och familjen Opecoelidae. Inga underarter finns listade i Catalogue of Life.